# 卡内特蒙
卡内特蒙（法語：Canettemont，法語發音：[kanɛtmɔ̃]）是法国上法蘭西大區加来海峡省的一个市镇，属于阿拉斯区。

## 地理
卡内特蒙（50°16'41"N, 2°21'56"E）面积1.79 平方千米，位于法国上法蘭西大區加来海峡省，该省份为法国北部沿海省份，西北濒北海，南至索姆省，东临北部省。
与卡内特蒙接壤的市镇（或旧市镇、城区）包括：乌万-乌维尼厄勒、康什河畔勒布勒沃、勒布勒维耶特。

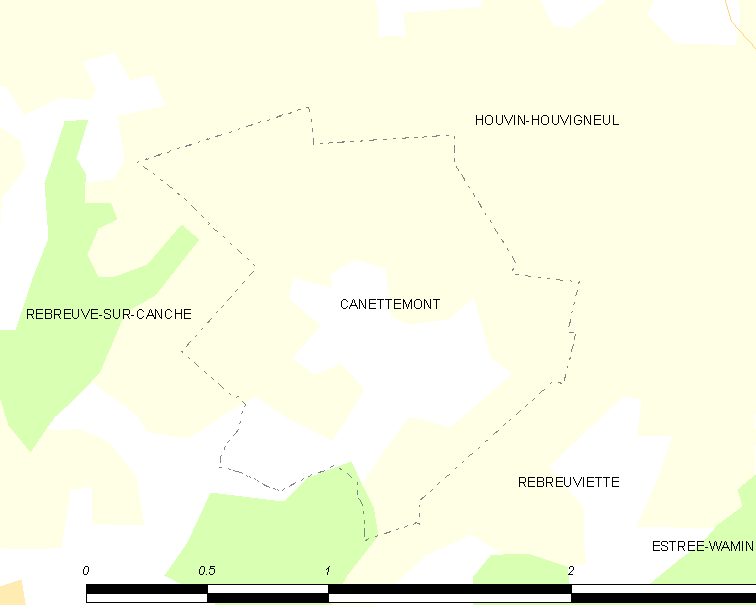
卡内特蒙的OSM定位图

卡内特蒙的时区为UTC+01:00、UTC+02:00（夏令时）。

## 行政
卡内特蒙的邮政编码为62270，INSEE市镇编码为62208。

## 政治
卡内特蒙所属的省级选区为阿韦讷勒孔特县。

## 人口

1962-2008年间卡内特蒙人口变化图示

卡内特蒙于2022年1月1日时的人口数量为68人。